# Марко Євтович
Марко Євтович (серб. Марко Јевтовић, нар. 24 липня 1993, Белград) — сербський футболіст, півзахисник турецького клубу «Газіантеп» та Національної збірної Сербії.

## Ігрова кар'єра
Народився 24 липня 1993 року в місті Белград. Вихованець футбольної школи клубу «Земун».
У дорослому футболі дебютував 2010 року виступами за команду клубу «Срем Яково», в якій провів один сезон, взявши участь у 18 матчах чемпіонату. 
Своєю грою за цю команду привернув увагу представників тренерського штабу клубу «Динамо» (Москва), до складу якого приєднався 2011 року. У складі московських динамівців провів наступний сезон своєї ігрової кар'єри, не зігравши жодного матчу.
2012 року уклав контракт з клубом «Сопот», у складі якого провів наступний рік своєї кар'єри гравця. 
2013 року захищав кольори команди клубу «Хайдук» (Кула).
З 2013 року два сезони захищав кольори команди клубу «Нові-Пазар». Більшість часу, проведеного у складі «Нові-Пазара», був основним гравцем команди.
До складу клубу «Партизан» приєднався 2015 року. Відіграв за белградську команду 73 матчі в національному чемпіонаті. За час перебування у складі «Партизана» ставав чемпіоном Сербії та тричі вигравав кубок Сербії.

## Виступи за збірну
29 січня 2017 року дебютував у складі Національної збірної Сербії у товариському матчі проти США.

## Титули та досягнення
- Чемпіон Сербії (1):

«Партизан»: 2016—2017
- Володар Кубка Сербії (3):

«Партизан»: 2015—2016, 2016—2017, 2017—2018